# Presidenti della Royal Society
Il presidente della Royal Society (PRS) è il capo eletto della Royal Society  di Londra. Inizialmente la carica di presidente veniva assegnata anche a non scienziati, poiché il compito di chi la ricopriva doveva essere quello di proteggere la libertà degli scienziati (o meglio dei "filosofi naturali" all'epoca). La posizione è oggi conferita ad un membro della comunità scientifica del Commonwealth britannico per cinque anni ed è uno dei più grandi onori ottenibili da uno scienziato. L'odierno presidente è sir Adrian Smit.

## Presidenti
1. 1662-1677 	The Viscount Brouncker
2. 1677-1680 	Sir Joseph Williamson
3. 1680-1682 	Sir Christopher Wren
4. 1682-1683 	John Hoskins
5. 1683-1684 	Cyril Wyche
6. 1684-1686 	Samuel Pepys
7. 1686-1689 	The Earl of Carbery
8. 1689-1690 	The Earl of Pembroke
9. 1690-1695 	Robert Southwell
10. 1695-1698 	The Earl of Halifax
11. 1698-1703 	The Lord Somers
12. 1703-1727 	Sir Isaac Newton
13. 1727-1741 	Sir Hans Sloane
14. 1741-1752 	Martin Folkes
15. 1752-1764 	The Earl of Macclesfield
16. 1764-1768 	The Earl of Morton
17. 1768-1768 	James Burrow
18. 1768-1772 	James West
19. 1772-1778 	Sir John Pringle
20. 1778-1820 	Sir Joseph Banks
21. 1820-1820 	William Hyde Wollaston
22. 1820-1827 	Sir Humphry Davy
23. 1827-1830 	Davies Gilbert
24. 1830-1838 	HRH The Duke of Sussex
25. 1838-1848 	The Marquess of Northampton
26. 1848-1854 	The Earl of Rosse
27. 1854-1858 	The Lord Wrottesley
28. 1858-1861 	Benjamin Collins Brodie
29. 1861-1871 	Sir Edward Sabine
30. 1871-1873 	Sir George Biddell Airy
31. 1873-1878 	Sir Joseph Dalton Hooker
32. 1878-1883 	William Spottiswoode
33. 1883-1885 	Thomas Henry Huxley
34. 1885-1890 	Sir George Gabriel Stokes
35. 1890-1895 	The Lord Kelvin
36. 1895-1900 	The Lord Lister
37. 1900-1905 	William Huggins
38. 1905-1908 	The Lord Rayleigh
39. 1908-1913 	Sir Archibald Geikie
40. 1913-1915 	Sir William Crookes
41. 1915-1920 	Sir Joseph John Thomson
42. 1920-1925 	Sir Charles Sherrington
43. 1925-1930 	The Lord Rutherford of Nelson
44. 1930-1935 	Sir Frederick Hopkins
45. 1935-1940 	Sir William Henry Bragg
46. 1940-1945 	Sir Henry Hallett Dale
47. 1945-1950 	Robert Robinson
48. 1950-1955 	Edgar Douglas Adrian
49. 1955-1960 	Cyril Norman Hinshelwood
50. 1960-1965 	Howard Walter Florey
51. 1965-1970 	The Lord Blackett
52. 1970-1975 	Sir Alan Hodgkin
53. 1975-1980 	The Lord Todd
54. 1980-1985 	Sir Andrew Huxley
55. 1985-1990 	Sir George Porter
56. 1990-1995 	Sir Michael Atiyah
57. 1995-2000 	Sir Aaron Klug
58. 2000-2005 	Baron Robert May of Oxford
59. 2005-2010 	The Lord Rees of Ludlow
60. 2010-2015 	Sir Paul Nurse
61. 2015-2022 	Sir Venkatraman Ramakrishnan
62. 2020-oggi Sir Adrian Smith